# Campagna di Germania e d'Austria
La campagna di Germania e d'Austria fu una campagna militare della quinta coalizione antifrancese che durò dall'aprile al 14 ottobre del 1809, sino al trattato di Schönbrunn che segnò la decisiva vittoria francese. Fu nel corso di questa campagna che Napoleone e la Grande Armata subirono la loro prima grande sconfitta, ad Essling, il 22 e 22 maggio, battaglia che segnò tra l'altro la morte per la prima volta di un maresciallo dell'impero, Jean Lannes. Le vittorie francesi di Eckmühl, Ratisbona e soprattutto Wagram permisero all'impero napoleonico di assicurarsi l'egemonia sul continente.

## Un clima difficile per Napoleone
Nel novembre del 1808, l'armata francese dovette essere divisa, una parte si impegnò nella guerra spagnola: per la prima volta l'armata svolse il ruolo di armata d'invasione e dovette affrontare un popolo che rifiutava la presenza dei francesi. Napoleone penetrò in Spagna col proprio esercito per risolvere la situazione che sotto i Borboni era divenuta ingestibile, riportando una serie di vittorie e giungendo a Madrid.
Già in Francia ad ogni modo iniziavano a sentirsi i malcontenti verso una guerra che sembrava non terminare mai. Napoleone convocò Talleyrand e Fouché per decidere il da farsi.
Napoleone prese infine l'iniziativa di muovere guerra all'Austria, desiderosa di vendicare la sconfitta subita ad Austerlitz. Volendo ad ogni modo evitare uno scontro, cercò l'aiuto dello zar Alessandro I di Russia che però glielo rifiutò. Un'abile campagna di propaganda anti-napoleonica mise in luce i nazionalismi in Germania. L'Inghilterra, desiderosa di fomentare la coalizione contro la Francia, convinse gli austriaci a mobilitare le loro risorse per una nuova guerra contro Napoleone nel 1809, oltre che contro la Baviera ed il Granducato di Varsavia.
Il conflitto si presentò dunque complesso dal momento che Napoleone ebbe a che fare con la Germania, la Spagna, il sostegno dell'Inghilterra alla coalizione antifrancese ed un certo risentimento a Parigi.

## I principali avvenimenti della campagna
Il 10 aprile il regno di Baviera venne invaso a sorpresa dagli austriaci e Napoleone, che non si attendeva una tale offensiva da parte degli austriaci, venne colto di sprovvista. L'arciduca Giovanni agì in tal modo per rendere alla Germania la sua indipendenza ed il suo onore nazionale, giocando anch'egli come già avevano fatto i francesi in altre occasioni la carta del sentimento nazionale. Una volta in Baviera, ad ogni modo, gli austriaci ebbero notevoli difficoltà ad approvvigionare i loro 126 000 soldati, fatto che permise all'imperatore dei francesi di operare una manovra tale per cui dal 19 al 23 aprile, in cinque giorni, i francesi respinsero gli austriaci dalla Germania.

### Eckmühl: 22 aprile 1809
Napoleone batté l'arciduca Carlo ad Abensberg il 20 aprile come pure a Landshut, ma comprese ben presto che il grosso dell'esercito austriaco si trovava a nord, a Ratisbona, con in testa l'arciduca che ordinò alle sue truppe, nella notte del 21 aprile, di attaccare i francesi ad Eckmühl. Immediatamente Napoleone prese ad inviare il corpo del generale Lannes verso la regione per risolvere a suo favore una battaglia che sperava essere decisiva per le sorti della campagna. Partito da Landshut ed accompagnato dai marescialli Berthier e Masséna, Napoleone raggiunse Eckmühl poco dopo.
La battaglia di Eckmül si dimostrò un importante combattimento di cavalleria che si portò sino ad Eggolfsheim, dove la divisione di Nansouty e quella di Saint-Sulpice, su due colonne, ebbero la meglio sulla cavalleria wurttemberghese e bavarese. Gli austriaci misero in campo soprattutto la loro artiglieria.
Sicuramente, e non solo per la presenza di Napoleone sul campo, quello di Eckmühl fu uno dei combattimento decisivi della campagna d'Austria. Le perdite per gli austriaci furono tali che non furono in grado di controbattere ai francesi. L'esercito nemico puntò quindi su Ratisbona passando la riva nord del Danubio.

### Presa di Ratisbona: 23 aprile 1809
Ratisbona fu l'ultima vittoria della campagna dei cinque giorni. Napoleone e la sua armata giunsero il 23 aprile a Ratisbona ed attaccarono gli austriaci sul posto. Napoleone venne ferito ad un tallone da un soldato tirolese e venne curato dal dottor Yvan. Con l'assedio di Tolone, questa fu una delle rare battaglie in cui il Bonaparte venne ferito personalmente.

### Essling: 21 e 22 maggio 1809

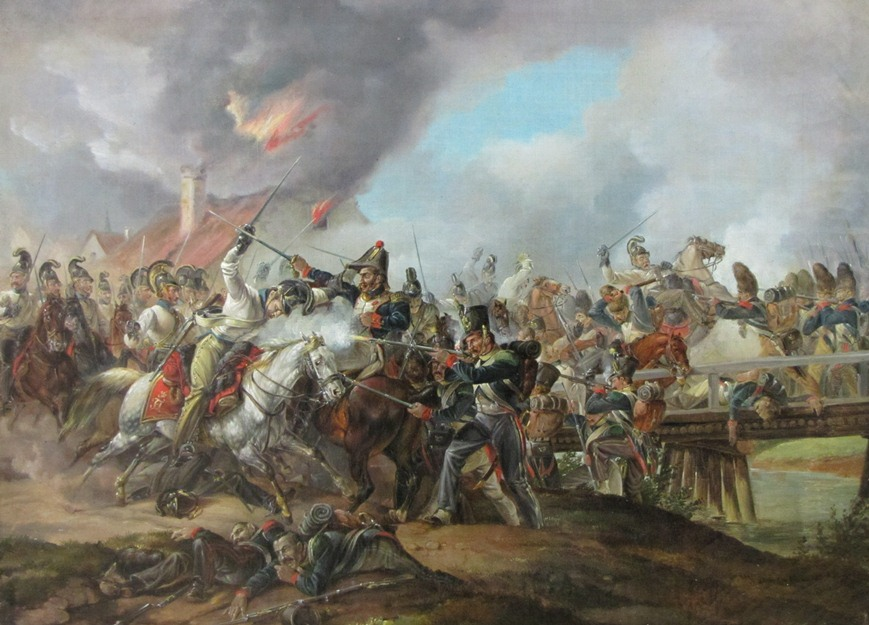
Combattimento di Edelsberg del 5 maggio 1809.

Prima di prendere Vienna, Napoleone si preparò a distruggere il resto dell'armata austriaca, ma l'arciduca Carlo si preparò a fare del suo meglio per contrastare i francesi. L'arciduca austriaco era intenzionato a battere l'esercito napoleonico lasciandolo attraversare la riva del Danubio per poi affrontarlo con il fiume alle spalle. Napoleone, che aveva capito il piano del generale nemico, fece sì passare i suoi uomini sul Danubio, ma in numero tale che i ponti gettati erano sul punto di crollare sotto il peso della sua armata. Passando per l'isola di Lobau nel Danubio, Napoleone sperava di riportare ancora una volta una vittoria sull'esercito austriaco. Questa vittoria, la ottenne con la velocità dei suoi uomini nell'oltrepassare il corso d'acqua. L'arciduca Carlo, che era in attesa dell'arciduca Giovanni suo fratello che si trovava in Italia, non poté fare molto per contrastare i francesi. Ad ogni modo, il 21 maggio 1809, combatté contro il nemico presso i villaggi di Aspern e di Essling. Napoleone ed i suoi uomini vennero bloccati sulla riva est del Danubio. La mattina del 22 maggio 1809, Napoleone aveva preso possesso dei villaggi di Aspern e di Essling ma il contrattacco austriaco glieli fece perdere. Allora il maresciallo Lannes si lanciò in un tremendo combattimento che respinse con la sua violenza gli austriaci. Verso il termine dei combattimenti, quando ormai le truppe francesi stavano vincendo la battaglia, ricevette l'ordine di fermarsi a causa di una interruzione nella linea dei rifornimenti. In attesa di ulteriori ordini si sedette su un masso ove fu raggiunto da un colpo di cannone che gli fratturò un ginocchio. Portato nell'infermeria da campo gli fu amputata la gamba destra ma ciò non gli evitò la gangrena che si manifestò l'indomani e lo portò a morte fra atroci dolori dopo una settimana. I pontieri riuscirono a riparare i ponti sul Danubio e Napoleone poté quindi riprendere la strada verso Vienna. L'arciduca Carlo dovette ritirarsi sino allo scontro successivo, la battaglia di Wagram del 5-6 luglio.

### Wagram: 5-6 luglio 1809
Dopo la situazione vissuta ad Aspern e ad Essling, Napoleone era intenzionato a riportare una schiacciante vittoria sul nemico per battere in maniera decisiva l'arciduca Carlo. Ricevette dei rinforzi dal principe Eugène de Beauharnais che proveniva dall'Italia. L'arciduca Carlo che pure era in attesa di suo fratello, l'arciduca Giovanni, attaccò il fianco destro di Napoleone. Ma Napoleone rinforzato dalle nuove truppe si preparò ad attaccare l'arciduca con tutte le sue forze nella piana di Wagram. Il 5 luglio, Napoleone attaccò gli austriaci a Wagram e decise di prendere l'intera vallata per sicurezza. Alla fine della giornata, la situazione sembrò ancora una volta propendere a favore degli austriaci, ma il giorno successivo Napoleone prese personalmente le redini della situazione e riuscì a trionfare sul nemico.

## Conseguenze della campagna

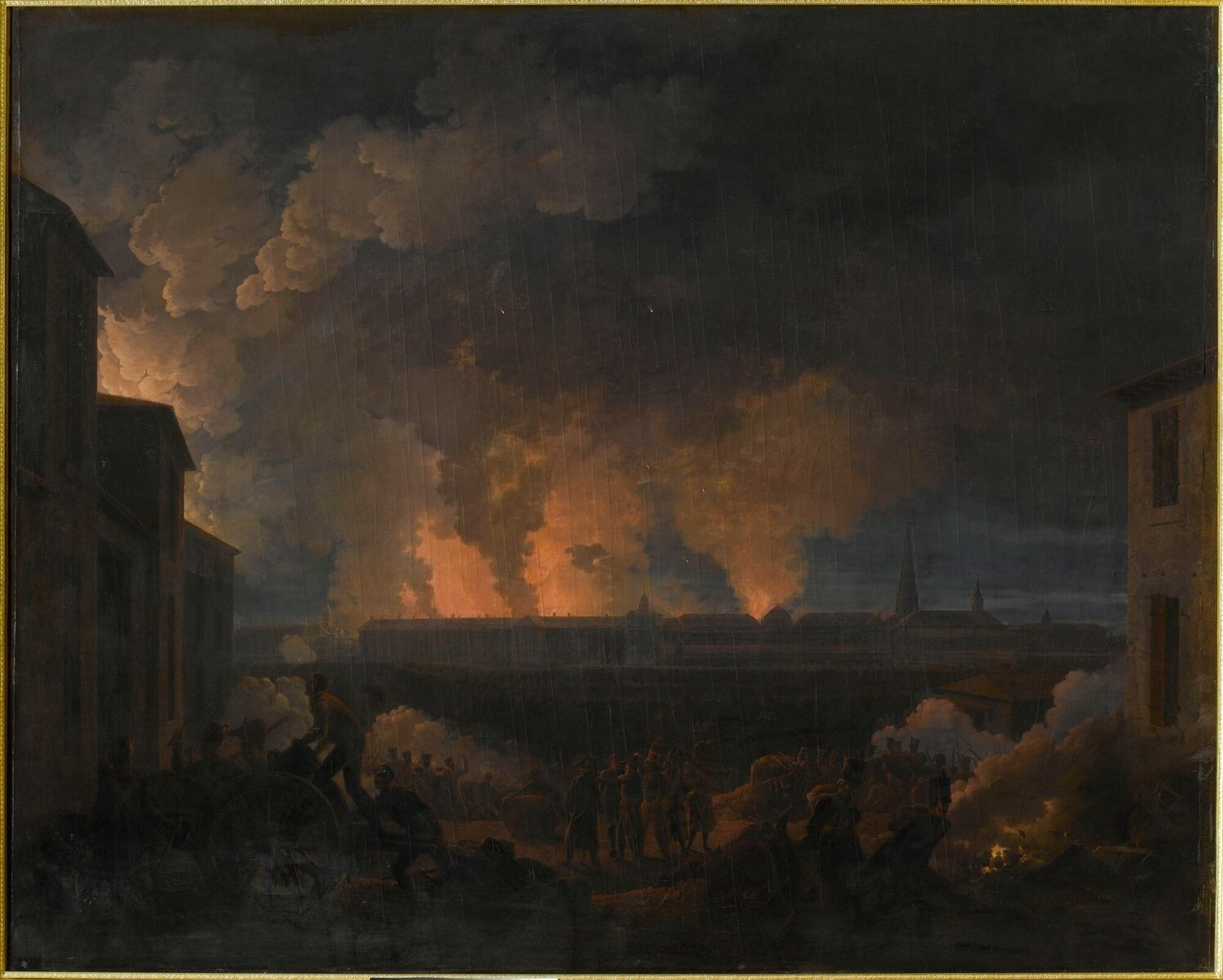
Bombardamento di Vienna dell'11 maggio 1809.

La campagna fu molto determinante per Napoleone, in particolare nella vittoria di Wagram. Pur avendo ancora un sufficiente numero di uomini per condurre battaglia, l'arciduca Carlo preferì chiedere la pace. Questa pace, fu una vera vittoria per Napoleone che fece pagare una pesante indennità di guerra all'Austria, riducendo le sue forze a sole 200 000 unità, per quanto egli avesse perso in questi scontri uno dei suoi marescialli più fidati, il generale Jean Lannes.

### L'armistizio franco-austriaco a Znaim: 12 luglio 1809
Dopo la vittoria di Wagram, gli austriaci si portarono verso nord dove il maresciallo Marmont, per ordine dell'imperatore, li inseguì e li affrontò nella battaglia di Znaim. La battaglia fu un trionfo per i francesi e valse a Marmont il bastone da maresciallo di Francia.